# Lavoro alla corda

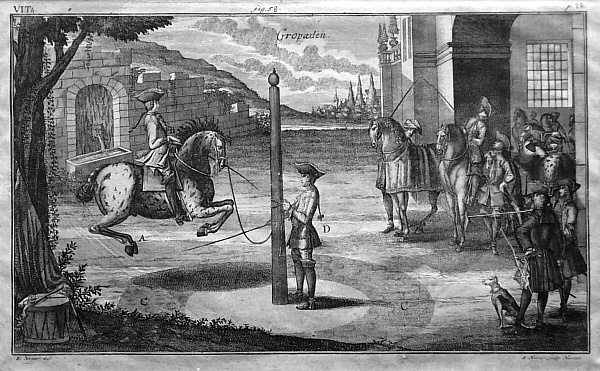
Stampa su rame (secolo XVII) di esercizio con cordalunga combinato da cavaliere e allenatore

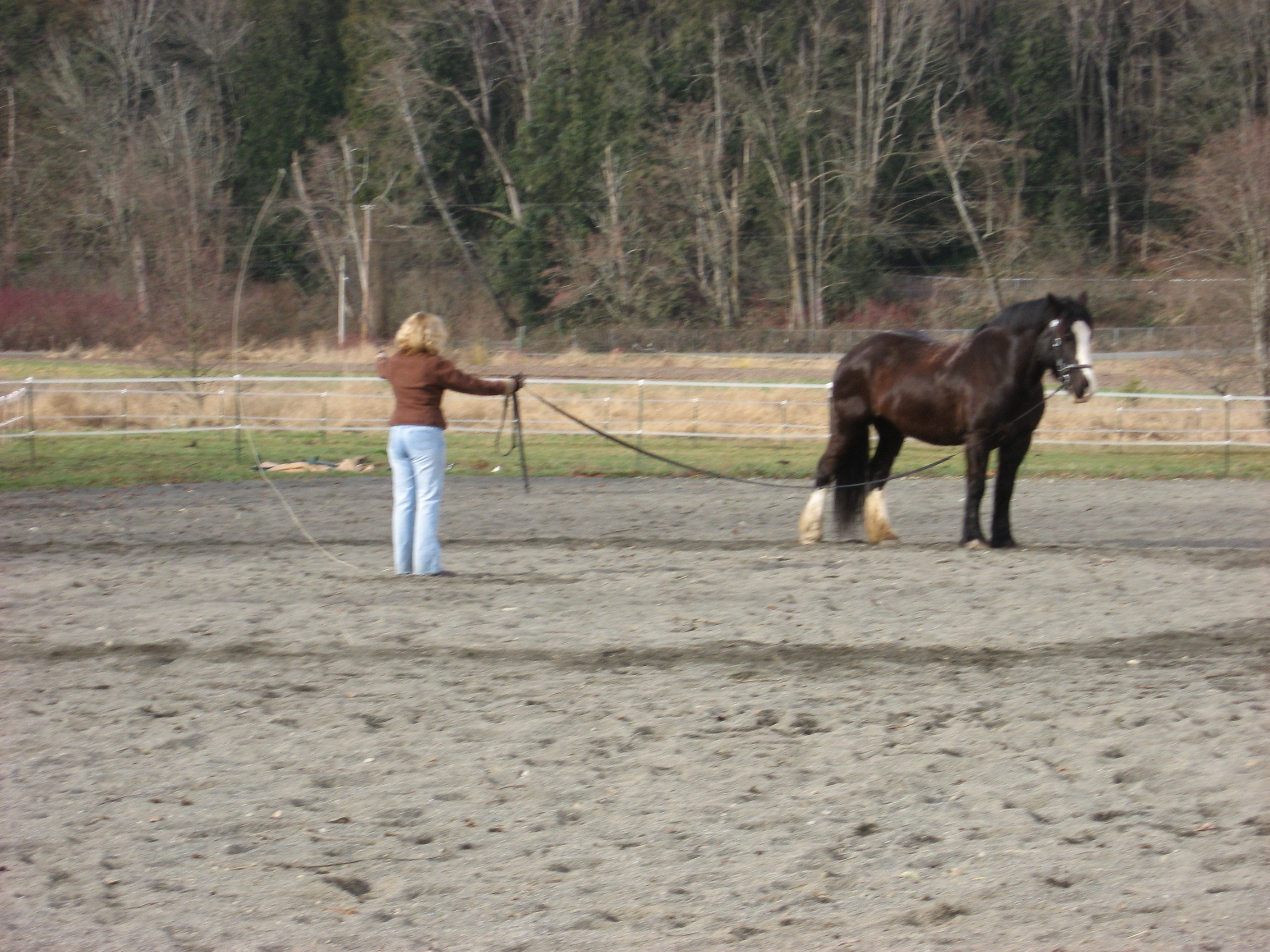
Lavoro alla corda con frusta

Il lavoro alla corda è una tecnica di addestramento del cavallo.

## Strumenti
Viene svolto con il cavallo nel tondino, che dovrebbe avere un diametro compreso tra 12 e 18 metri, o nel rettangolo di lavoro, mettendosi nei pressi di un angolo in modo da poter contare almeno su due lati chiusi. Per tale lavoro viene utilizzata una corda lunga, detta Longia o longhina, ossia un tratto di corda della lunghezza di circa 10 metri, oggi costituita da nylon, da cotone o da Dacron. Il cotone viene preferito al nylon, perché il nylon può facilmente ustionare le mani dell'addestratore nel caso di strappo da parte del cavallo. Una delle estremità ha un moschettone, una fibbia o una catena per collegarla a un capezzone da lavoro o a una testiera. La catena viene usata solo con cavalli molto difficili, perché è severa e può fiaccare o ferire il cavallo nel punto di contatto. Altri strumenti utilizzati nel lavoro alla corda, possono essere lo chambon e il gogue, questi due in particolare devono essere usati solamente da addestratori esperti, perché se non ben settati possono creare problemi al cavallo. Non è insolito vedere anche addestratori che utilizzano redini lunghe, utilizzate ponendosi dietro al cavallo leggermente di lato, queste vengono utilizzate particolarmente nella fase iniziale dell'addestramento del cavallo.
Durante il lavoro alla corda, questa sostituisce gli aiuti di redine. Nell'impugnare la corda lunga, il tratto che avanza dev'essere sempre ripiegato avanti e indietro piuttosto che arrotolato, perché una corda arrotolata può tendersi all'improvviso e stringersi attorno alla mano o alle dita dell'addestratore, se il cavallo tenta di sfuggire. La corda va tenuta sempre nella mano corrispondente al movimento del cavallo, ossia se il cavallo va a mano sinistra, la mano sinistra dell'addestratore terrà la corda e la mano destra terrà la frusta lunga e viceversa. È altresì importante che l'addestratore sia vestito adeguatamente, indossando dei guanti per evitare lesioni alle mani dovute alla tensione della corda e se possibile anche con delle scarpe antifortunistiche se non si ha la necessità di montare il cavallo subito dopo.

## Tecnica
Al lavoro alla corda vengono sottoposti i cavalli giovani e/o inesperti per insegnar loro a rispondere ai comandi vocali e a capire il linguaggio del corpo dell'istruttore; inoltre, serve per abituarli al contatto con sella e briglia, e per render loro familiare la sensazione delle redini e dei comandi dati con la pressione. 
In molte scuderie che si occupano dell'istruzione e della formazione dei cavalli, si insegna al cavallo ad ubbidire a quasi tutti i comandi a cui dovrà rispondere con il cavaliere in sella, comprese tutte le andature e i movimenti di maneggio, per questi ultimi viene utilizzato il rettangolo anziché il tondino per disporre dell'area necessaria a dare varietà al lavoro. Il cavallo impara le risposte corrette ai comandi dati a mano e voce, fino al mantenimento della calma in situazioni insolite o stressanti.
Ai cavalli di tutte le età il lavoro alla corda serve come esercizio per abituarlo all'ubbidienza dei comandi quando non può essere cavalcato, o come esercizio supplementare per sviluppare l'equilibrio, il ritmo, o per migliorare le andature del cavallo.